# 里韋拉布拉瓦 (馬德拉)

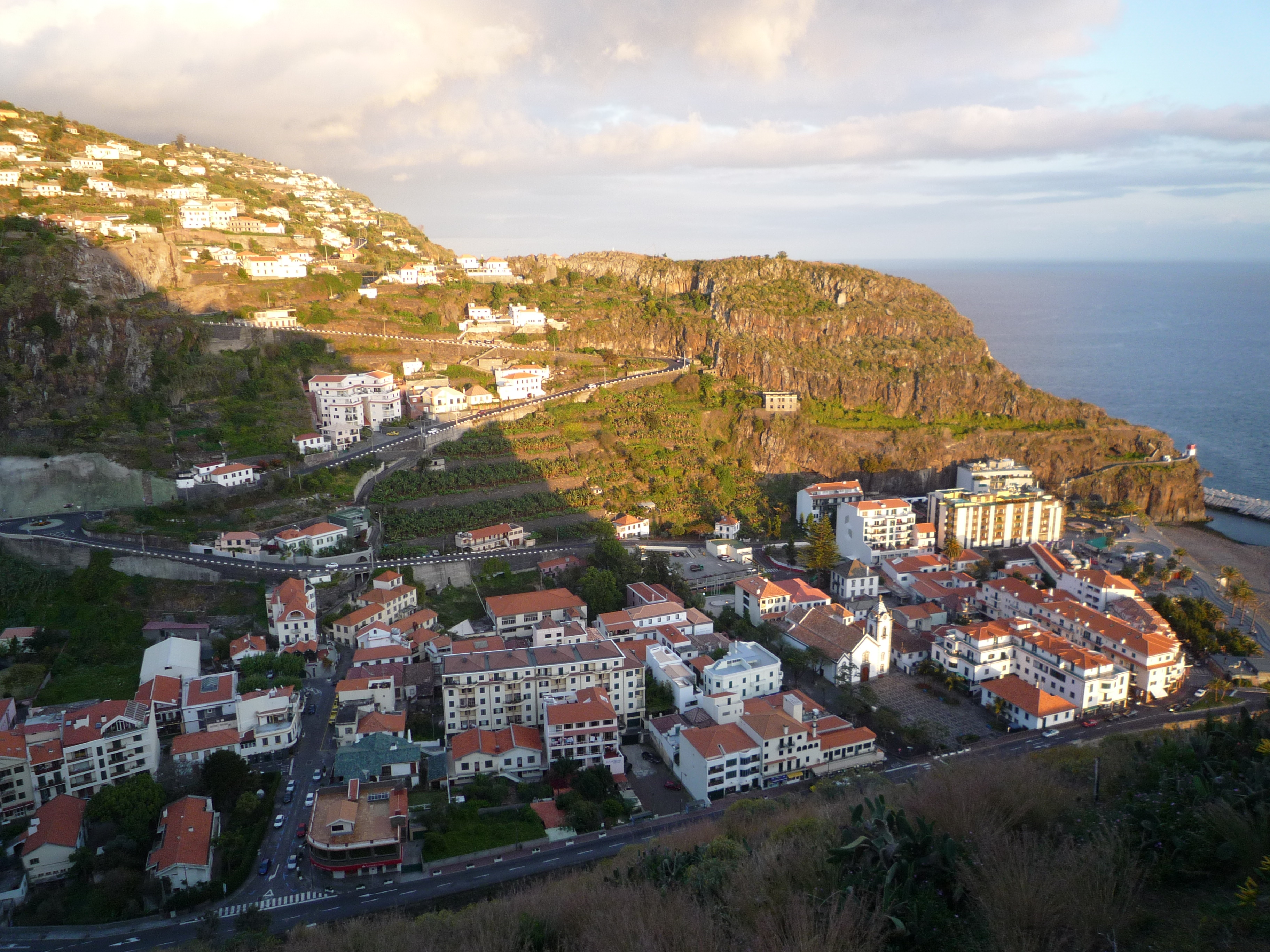

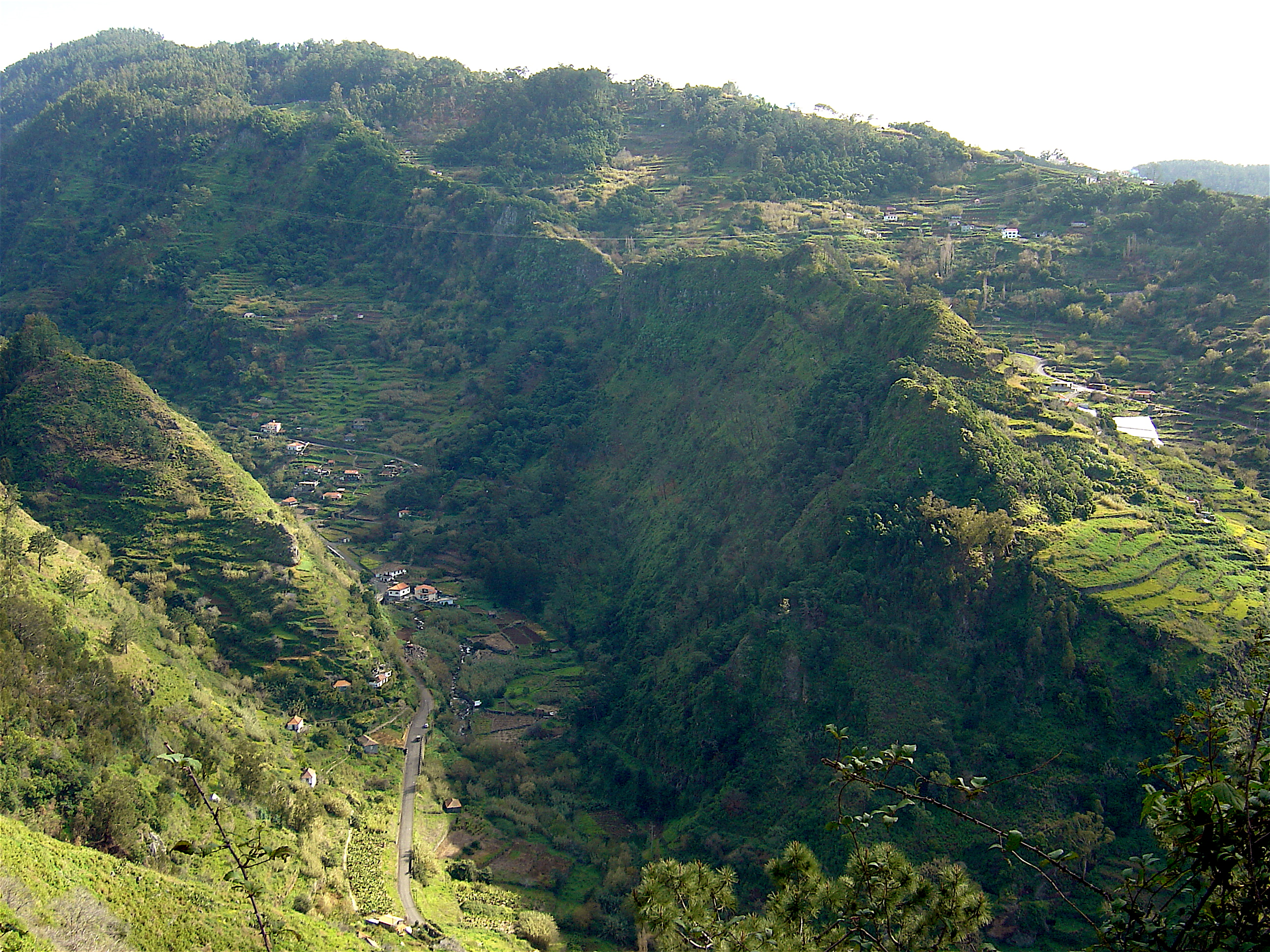

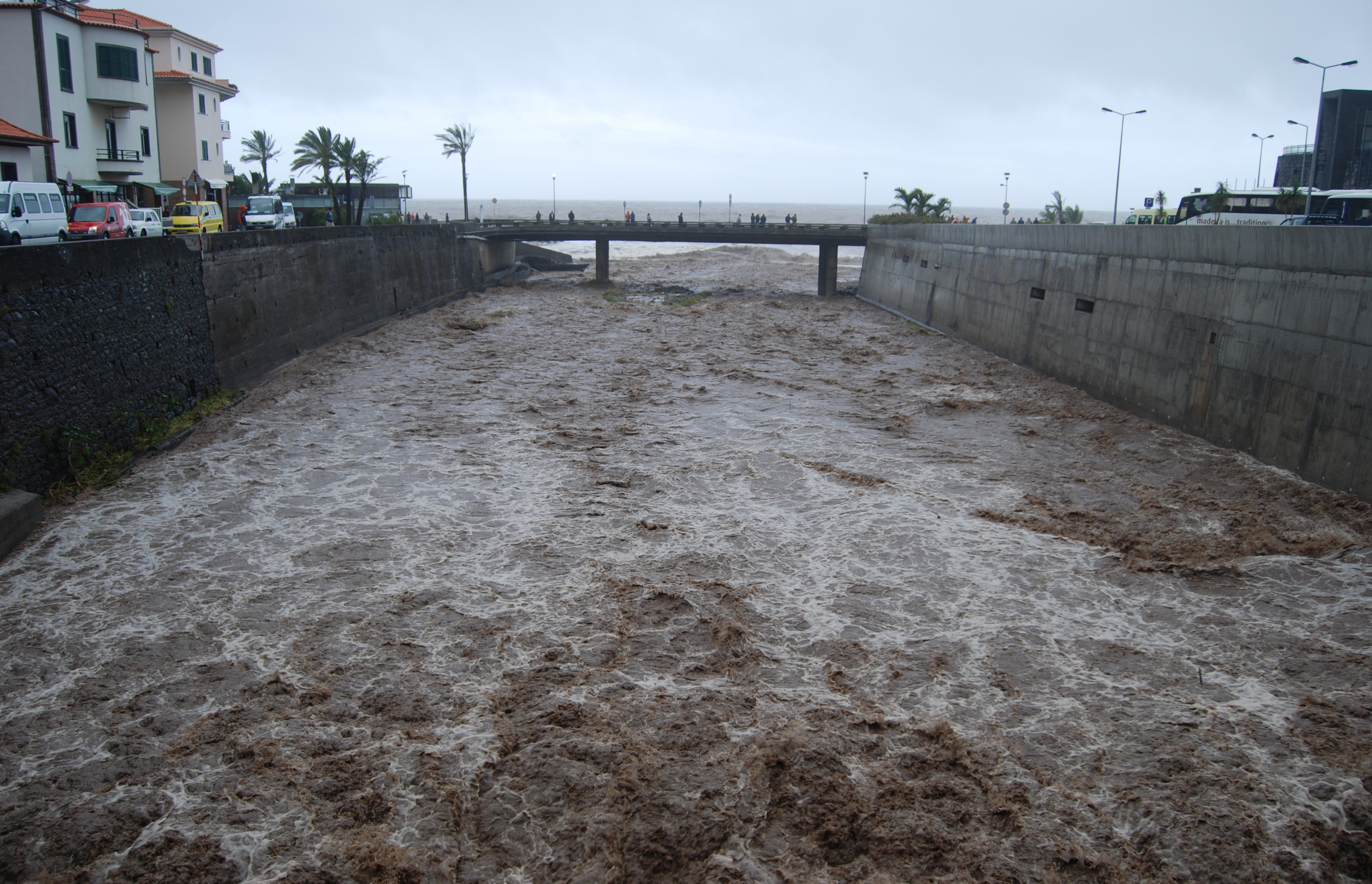

里韋拉布拉瓦（葡萄牙語：Ribeira Brava），是葡萄牙的城鎮，位於馬德拉島，處於卡馬拉-德洛布什以西，始建於十五世紀，面積65.4平方公里，2011年人口13,375，人口密度每平方公里204人。
32°41′N 17°3′W / 32.683°N 17.050°W